# A határtól délre, a naptól nyugatra
A határtól délre, a naptól nyugatra (国境の南、太陽の西, Kokkjó no minami, taijó no nisi) Murakami Haruki japán író rövid, melankolikus regénye. A könyv eredetileg 1992-ben, magyar fordítása a Geopen gondozásában 2007-ben jelent meg.

## Cselekménye
|  | Alább a cselekmény részletei következnek! |

A regény egy Hadzsime nevű férfi életét meséli el egészen a gyermekkorától. Az egyke Hadzsime egy kis városban nőtt fel, ahol a legjobb, és sokáig egyetlen barátja Simamoto volt. Simamoto szintén egyedüli gyermek volt, beteg lába miatt bicegve járt. A két gyerek a szabadidejét szívesen töltötte együtt, sokat beszélgettek és Shimamoto lakásán zenét hallgattak. Miután más-más középiskolába kerültek, útjaik elváltak. Hadzsime megházasodott, két kislánya született, és tehetős apósa kezdeti segítségével divatos dzsesszbárokat nyitott. Teljesnek hitt életében azonban 36 évesen ismét feltűnik Simamoto, aki szinte semmit nem árul el a gyermekkoruk óta eltelt éveiről. Hadzsimében ismét felébred a Simamoto iránti vonzalom és a „mi lett volna ha?” kérdés kezdi gyötörni. Végül eljut egy pontra, ahol választania kell eddigi kényelmes élete és aközött, hogy újra átélje a Simamotóval töltött varázslatos múltat.
|  | Itt a vége a cselekmény részletezésének! |

## Magyarul
- A határtól délre, a naptól nyugatra; ford. Horváth Kriszta; Geopen, Bp., 2007

## A cím magyarázata
A cím első fele, „A határtól délre” Nat King Cole South of the Border című dalára utal. Mivel Hadzsime és Simamoto gyerekként nem beszéltek angolul, és nem értették a dal szövegét, a határtól délre fekvő vidéket valami varázslatos és rejtélyes helynek képzelték el. A határtól délre fekvő hely valójában Mexikó. A cím második fele, „a naptól nyugatra” a hysteria siberiana nevű tudatállapotra utal, mely Simamoto magyarázata szerint a szibériai parasztok betegsége. Néha mintha meghalna bennük valami, gyalog elindulnak nyugat felé, és addig mennek, míg holtan nem rogynak össze.